# 동신초등학교 (충남)
동신초등학교는 대한민국 충청남도 예산군 신암면 추사고택로 496 (신택리)에 있었던 공립 초등학교이다.

## 학교 연혁
- 1956년 5월 16일 신암국민학교 신택리분교장으로 인가
- 1957년 4월 1일 동신국민학교로 개교
- 1984년 3월 1일 병설유치원 설립인가
- 2002년 12월 1일 교사증축(2층 콘크리트)
- 2007년 3월 1일 신암초등학교로 통폐합